# Cryptolestes calabozus
Cryptolestes calabozus is een keversoort uit de familie dwergschorskevers (Laemophloeidae). De wetenschappelijke naam van de soort werd in 1988 gepubliceerd door Oldfield Thomas.